# 舉腿試驗
舉腿試驗（straight leg raise，SLR）也稱直腿抬高试验（straight leg raising test，SLRT）、拉塞格試驗（Lasègue's test）或拉塞格證候（Lasègue's sign），是用于检查神经根或坐骨神经是否受压的试验。此试验一般用于腿痛、下背痛病人，当此试验为阳性时，最常见的可能疾病为椎间盘脱出症，且多半會在L5（第五節腰椎）。

## 試驗方式
讓病人背部朝下躺在檢查台上，在膝蓋伸直的情形下，由檢驗者將病人的腿抬高。
另一種試驗方式是讓病人坐著，但此試驗方式的敏感度較低。

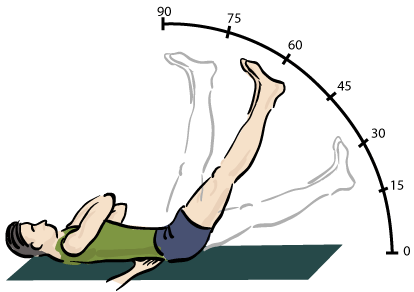
舉腿試驗可用來幫助診斷腰椎间盘脫出症

## 試驗結果
若在腿伸直，上抬30度到70度時就有坐骨神經痛的情形，試驗結果為陽性，表示病人的下背痛可能是因為椎间盘脱出症。
有一個有關舉腿試驗的元分析，其準確度資訊如下：
- 靈敏度 91%
- 特異度 26%

若抬另一邊的腿也會疼痛
- 靈敏度 29%
- 特異度 88%

## 名稱由來
拉塞格證候（Lasègue's sign）得名自查爾斯·拉塞格（1816-1883）。1864年時查爾斯·拉塞格描述了在膝蓋伸直時將腿抬高會出現背痛的情形。1880年時塞尔维亚醫生Laza Lazarević描述舉腿試驗，和現在進行的方式一樣，因此在塞尔维亚及一些國家也會稱為是Lazarević證候（Lazarević's sign）。